# دبليو. جي. تومسون
دبليو. جي. تومسون (بالإنجليزية: W. G. Thompson)‏ هو مدرب كرة سلة أمريكي، ولد في 1866، وتوفي في 1940.